# Ricky Seilheimer
Ricky Seilheimer, född den 30 augusti 1960 i Brenham i Texas i USA, är en amerikansk före detta professionell basebollspelare som spelade en säsong i Major League Baseball (MLB) 1980. Seilheimer var catcher.
Seilheimer draftades av Chicago White Sox 1979 som 19:e spelare totalt och redan samma år gjorde han proffsdebut i White Sox farmarklubbssystem. Efter bara en och en halv säsong i farmarligorna debuterade Seilheimer i MLB den 5 juli 1980. Sin sista MLB-match gjorde han den 8 augusti samma år. Seilheimer var under den enda säsong han spelade i MLB den yngste spelaren i American League.
Seilheimer fortsatte att spela i White Sox farmarklubbar till och med 1986, men fick aldrig chansen att spela för moderklubben igen.

### Webbkällor
- ”Ricky Seilheimer Stats, Video Highlights, Photos, Bio” (på engelska). Major League Baseball. http://mlb.mlb.com/team/player.jsp?player_id=121982. Läst 13 mars 2013.
- ”Ricky Seilheimer Statistics and History” (på engelska). Baseball-Reference.com. http://www.baseball-reference.com/players/s/seilhri01.shtml. Läst 13 mars 2013.
- ”Ricky Seilheimer Minor League Statistics & History” (på engelska). Baseball-Reference.com. Arkiverad från originalet den 10 november 2012. https://web.archive.org/web/20121110121012/http://www.baseball-reference.com/minors/player.cgi?id=seilhe001ric. Läst 13 mars 2013.